# Dwór w Pielgrzymowie
Dwór w Pielgrzymowie – zabytkowy dwór (budynek) we wsi Pielgrzymów (województwo opolskie) w powiecie głubczyckim, w gminie Głubczyce, wpisany do rejestru zabytków nieruchomych województwa opolskiego.
Dwór wybudowany w latach 1660–1690  przez Wacława Weikharta von Oppersdorffa (1642–1713), starostę księstwa opawsko-kamiowskiego. Od frontu ryzalit z trójkątnym frontonem z wtórnie umieszczonym gipsowym kartuszem zawierającym herb.
Obiekt jest częścią zespołu dworskiego z początku z XIX w., przebudowanego w XIX/XX w., w skład którego wchodzi jeszcze park.

## Zobacz
- Pałac w Pielgrzymowie, powiat lubiński, Rudna (gmina)